# Vitex parviflora
Vitex parviflora là một loài thực vật thuộc họ Verbenaceae. Loài này có ở Indonesia, Malaysia, và Philippines được biết đến chủ yếu qua tên gọi gỗ Molave. Chúng hiện đang bị đe dọa vì mất môi trường sống.
Đây là một trong hai loài lấy gỗ cùng họ cùng được gọi là gỗ Molave.